# Unteilbar (Bündnis)

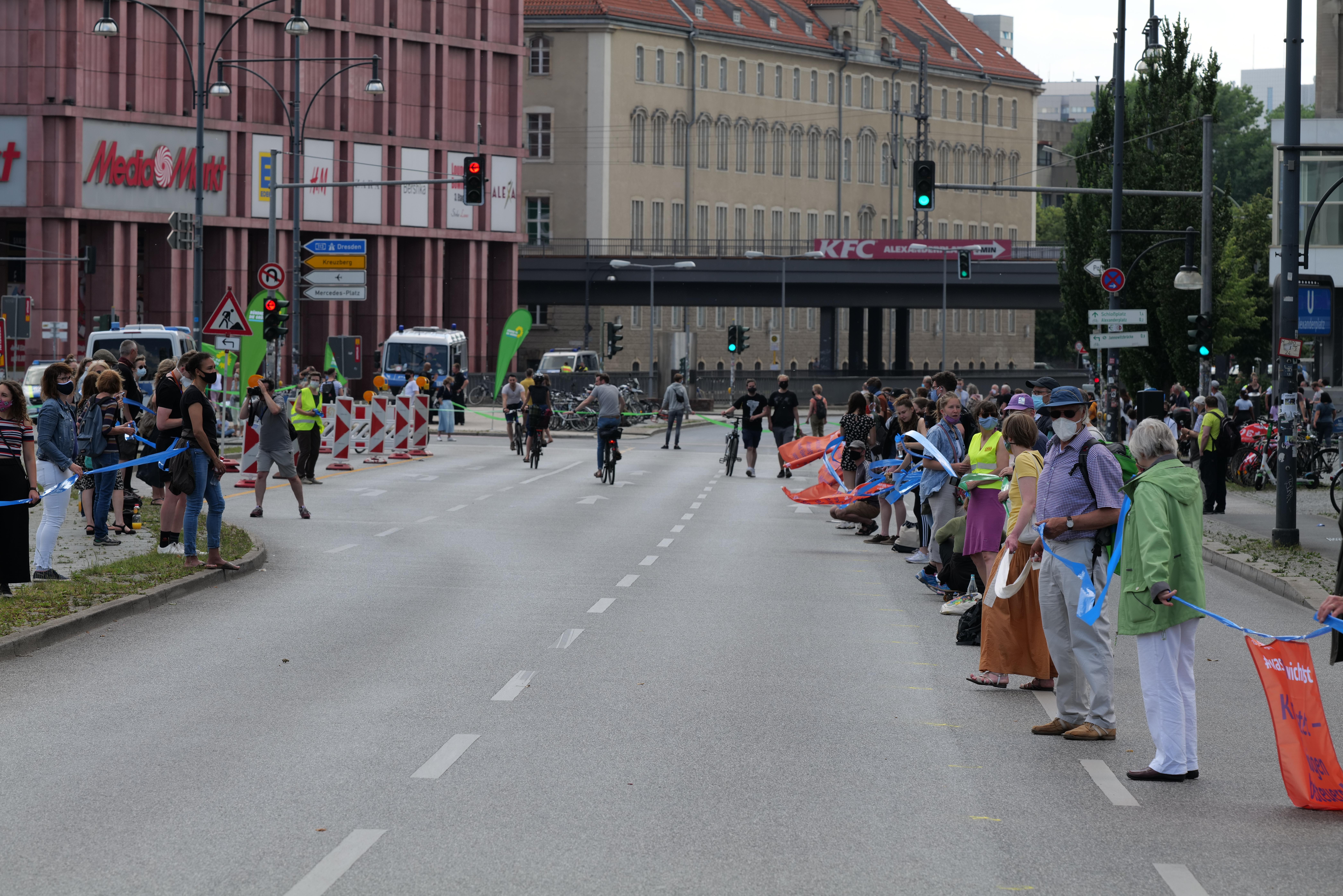
Menschenkette des Bündnisses Unteilbar am 14. Juni 2020 in Berlin

Unteilbar (#unteilbar) – Für eine offene und freie Gesellschaft – Solidarität statt Ausgrenzung war ein Bündnis, das erstmals am 13. Oktober 2018 in Berlin eine Großdemonstration veranstaltete. Getragen wurde das Bündnis vor allem von NGOs, Initiativen und Gewerkschaften. Am 24. August 2019 fand eine bundesweite Folgedemonstration in Dresden statt. Am 14. Juni 2020 folgte eine bundesweite Demonstration in Form von Menschenketten. Am 14. Oktober 2022 erklärte das Bündnis offiziell seine Auflösung, was u. a. mit fehlender Dynamik, aber explizit nicht mit Zerwürfnissen begründet wurde.

## Demonstrationen

### Demonstration in Berlin 2018

#### Organisation und Ablauf
Die Demonstration sollte sich gegen Rassismus und politische Tendenzen zur Ausgrenzung gesellschaftlicher Gruppen in Deutschland richten. Es wurde mehr Solidarität gefordert. Der Demonstrationszug führte vom Alexanderplatz Richtung Potsdamer Platz, weiter zum Brandenburger Tor und von dort zur Siegessäule, wo auch die Abschlusskundgebung stattfand. Der Aufruf zur Demonstration war von mehr als 4.500 Organisationen und Einzelpersonen unterzeichnet worden, unter anderem von dem Schauspieler Benno Fürmann, dem Satiriker Jan Böhmermann, der Schriftstellerin Eva Menasse, der Sozialwissenschaftlerin Naika Foroutan, dem Paritätischen Wohlfahrtsverband, Amnesty International, Pro Asyl und Bands wie Die Ärzte und Die Sterne. Auch politische Parteien wie Bündnis 90/Die Grünen, die SPD Berlin und Die Linke Berlin nahmen an der Demonstration teil, ferner die Marxistisch-Leninistische Partei Deutschlands, die nach Angaben eines Sprechers erst später erfuhr, dass die Veranstalter sich von ihnen distanziert hätten. Die CDU Berlin unterstützte die Demonstration ausdrücklich nicht und begründete das damit, dass ihr Anmelder ein Anwalt der Roten Hilfe sei, die „linksextremistische Verbrecher“ unterstütze.
Die Teilnehmeranzahl wurde von dem Veranstalter mit rund 240.000 angegeben. Zunächst hatten die Organisatoren nur mit 40.000 Teilnehmern gerechnet. Die Polizei schätzte die Teilnehmerzahl auf rund 120.000. Sie berichtete von keinen größeren Zwischenfällen, die Veranstaltung habe einen „Happening-Charakter“ gehabt.
Auf der Abschlusskundgebung an der Siegessäule sprachen unter anderem die Geschäftsführerin der Aktion Sühnezeichen, Jutta Weduwen, die Berliner Generalsuperintendentin Ulrike Trautwein sowie der Deutschland-Chef von Amnesty International, Markus Beeko. Das anschließende Kulturprogramm wurde von Herbert Grönemeyer, Konstantin Wecker, Dirk von Lowtzow von der Band Tocotronic, Romano sowie Sängerin Joy Denalane und weiteren Künstlern gestaltet.
Gemäß einer Auswertung des Mikrobloggingdienstes Twitter waren #EsReicht und #Unteilbar die viert- und fünftmeistgenutzten Debattenhashtags des Jahres 2018.

#### Hintergrund
Die Demonstration fand auf dem Hintergrund fremdenfeindlicher Demonstrationen statt. Insbesondere die in Chemnitz und Köthen waren Anlass für verschiedene Initiatoren, zu dieser Demonstration aufzurufen.
In den Aufrufen zur Berliner Demonstration wurde als Ziel genannt

„Gemeinsam mit dem #unteilbar-Bündnis wollen wir ein Zeichen setzen gegen Rassismus und Menschenverachtung. Wir stellen uns dagegen, dass von rechtsradikalen Gruppen und Parteien, von Pegida, rechten Hooligans und der AfD Humanität, Menschenrechte, Religionsfreiheit und der Rechtsstaat offen angegriffen werden“

### Demonstration in Dresden 2019
Am 24. August 2019 fand eine Folgeversammlung mit Teilnehmern aus dem ganzen Bundesgebiet in Dresden statt. Diese soll rund 40.000 Teilnehmer gehabt haben und gilt als die größte Demonstration in Dresden seit der deutschen Wiedervereinigung. Die Teilnehmer reisten teils mit Sonderzügen an. Rund 300 Organisationen hatten den Aufruf unterzeichnet. Nach Angaben der taz nahmen Vertreter von Kirchen, Bildungsträgern, Parteien, Sozialverbänden, Umweltschutz, dazu Flüchtlinge, Kulturschaffende und Clubbetreiber neben Bürgern an der Veranstaltung teil, nach Angaben der Welt zudem zahlreiche Linksradikale. Die Demonstration verlief friedlich. Sachsens Ministerpräsident Michael Kretschmer entschied sich gegen eine Teilnahme.

### Demonstrationen in Erfurt 2020
Nachdem am 5. Februar 2020 Thomas Kemmerich (FDP) mit den Stimmen von AfD, CDU und FDP zum thüringischen Ministerpräsidenten gewählt wurde, organisierte das Bündnis unter dem Motto #nichtmituns – Kein Pakt mit Faschist*innen – niemals und nirgendwo! eine bundesweite Großdemonstration am 15. Februar 2020 in Erfurt. Die Demonstration richtete sich gegen Rassismus sowie eine Zusammenarbeit mit der AfD. Auslöser war die Wahl von Thomas Kemmerich (FDP) zum Ministerpräsidenten Thüringens mit Hilfe von Stimmen der AfD, der nach massiven Protesten bereits am 8. Februar 2020 zurückgetreten war.

Demonstration #nichtmituns am 15. Februar 2020 in Erfurt

Als Grund für den Aufruf zur Demonstration erklärte das Bündnis #unteilbar, die Wahl Kemmerichs markiere einen „Tabubruch“, auch nach seinem „Zurückrudern“ sei klar, dass auch Teile von FDP und CDU zur Zusammenarbeit mit der AfD bereit seien. Eine solche dürfe es nicht geben, man sei „zutiefst empört“. Organisatoren waren neben dem Bündnis #unteilbar nach eigenen Angaben unter anderem der Deutsche Gewerkschaftsbund, der Dachverband Migrantenorganisationen in Ostdeutschland (DaMOst) sowie viele weitere Organisationen, Bündnisse und Initiativen.
Die Demonstration führte vom Domplatz über den Benaryplatz und den Karl-Marx-Platz zum Haus der sozialen Dienste, wo die Abschlusskundgebung stattfand. Nach Informationen der Veranstalter nahmen etwa 18.000 Personen an der Demonstration teil, nach Angaben der Polizei waren es circa 9.000 Personen.
Eine für den 14. Juni 2020 angekündigte Veranstaltung zum bundesweiten Aktionstag von „Unteilbar“ musste – in Erfurt – wegen schlechtem Wetter kurzfristig verschoben werden.

### Demonstration in Berlin im Juni 2020
Am 14. Juni 2020 veranstaltete das Bündnis eine weitere Demonstration in Berlin, an der nach eigenen Angaben 20.000, nach Polizeiangaben etwa 8.000 Personen teilnahmen. Wegen der COVID-19-Pandemie hatten die Aktivisten im Vorfeld besondere Sicherheitsvorkehrungen versprochen, unter anderem eine Maskenpflicht und Mindestabstände für die Teilnehmer.

## Positionen
Die Position von Unteilbar ist umstritten, da das Verständnis der Begriffe und deren Definitionen sich unterscheiden:

„Wir stehen für Solidarität statt Ausgrenzung und für eine offene und freie Gesellschaft! Wir lassen nicht zu, dass Sozialstaat, Flucht und Migration gegeneinander ausgespielt werden. Wir halten dagegen, wenn Grund- und Freiheitsrechte weiter eingeschränkt werden. Wir kämpfen gemeinsam gegen Rassismus und Diskriminierung. Unsere Vielfalt ist unsere Stärke“

Die verwendeten Begriffe werden verschieden verstanden.

## Kritik
Unteilbar in Berlin 2018
Sahra Wagenknecht (Die Linke) äußerte im Vorfeld der Berliner Demonstration 2018 Vorbehalte wegen des Teilnehmerspektrums. Die Forderung nach offenen Grenzen nannte sie „völlig weltfremd“. Man habe diejenigen ausgegrenzt, die gegen Rassismus, aber nicht für „offene Grenzen für alle“ seien.
Inge Bell, Vorstandsmitglied der Menschenrechtsorganisation Terre des Femmes, erklärte bereits im Vorfeld, die Demonstration sei eine „Mogelpackung“, die sie nicht unterstütze: „Gallionsfiguren, Erstunterzeichner und treibenden Kräfte sind salafistische und den Muslimbrüdern nahestehenden Organisationen, es sind antisemitische und nationalistische Initiativen darunter – und Einzelpersonen, die bis heute ein sehr schwieriges Verhältnis zu Demokratie und gegen Faschismus haben.“
Martin Niewendick schrieb bei Welt Online, der Anspruch, unteilbar zu sein, werde bereits dadurch ad absurdum geführt, dass sich die Demonstration in mehrere Blöcke aufteile: „Und dass der Zentralrat der Muslime unteilbar mit der Giordano-Bruno-Stiftung verbunden ist, die alle zwei Jahre einen Blasphemie-Kunstpreis vergibt, darf auch bezweifelt werden.“ Trotzdem hätten beide den Demonstrationsaufruf unterzeichnet.
Weiterhin kritisiert Niewendick, dass es während der Demonstration zu antiisraelischen Kundgebungen und Aufrufen kam, die Boykott-Kampagne Boycott, Divestment and Sanctions zu unterstützen. Die Veranstalter distanzierten sich zwei Tage später auf Twitter. Teilnehmer einer Aktion „Flagge zeigen gegen Rechtsextremismus“, die entgegen einer Aufforderung der Veranstalter Deutschlandflaggen mitführten und einen eigenen Demonstrationsblock formen wollten, seien von Antifa-Aktivisten bepöbelt und bedroht worden, bis die Polizei eingriff. Palästinensische und türkische Fahnen wurden laut Niewendick dagegen akzeptiert. Auch eine Gruppe Junger Liberaler unter den Teilnehmern sei bedrängt und beschimpft worden.
Unteilbar in Dresden 2019
Johannes Boie, Chefredakteur der Welt am Sonntag, kritisierte an der Folgeveranstaltung 2019 in Dresden, unteilbar scheine „nur die Gewissheit der Organisatoren zu sein, auf der richtigen Seite zu stehen.“ So werde jedoch der Riss durch die Gesellschaft nur vergrößert: „Wer genau lauscht, kann vielleicht sächsische AfD-Sympathisanten beim Blick auf die Demo murmeln hören: »Warum werde ich in die rechte Ecke gestellt – und da unten marschiert die SPD mit der linksradikalen Antifa in einem Zug, in dem Deutschlandfahnen unerwünscht sind?«“
Kritisiert wurde auch der extremistische Hintergrund einzelner teilnehmender Personen (etwa der Anmelder der Demonstration, der Mitglied der linksextremen Roten Hilfe ist) und Gruppen (etwa „Antifa Nordost“). Es sorgte für Besorgnis, dass einzelne Demonstrationsteilnehmer angegangen worden sein sollen, weil sie mit Deutschlandfahne kamen und damit gegen den Wunsch der Veranstalter, keine Nationalfahnen zu tragen, verstoßen hätten. Auch Vertreter der Jugendorganisation der FDP berichteten, dass sie bedrängt worden seien, was von den Organisatoren von „Unteilbar“ weder bestritten noch bedauert wurde.

## Veröffentlichungen
- Bündnis #unteilbar (Hrsg.): #unteilbarFür eine offene und solidarische Gesellschaft, Berlin 2018, ISBN 978-3-550-20036-6.